# Liste des voies et lieux-dits d'Orléans

Les six secteurs d'Orléans : Nord (gris), Ouest (orange), Est (rouge), Centre (jaune), Saint-Marceau (bleu), La Source (vert).

Cette page présente la liste des voies d'Orléans telle qu’elle ressort de la situation 2020 publiée par les autorités le 2 février 2021. Des liens sont établis vers les articles de Wikipédia dédiés à des rues ou à des patronymes associés à des rues d’Orléans.
Légende :
- en liens bleux soulignés : les articles relatifs à des rues orléanaises existant dans Wikipédia ;
- en liens bleus : les articles relatifs à des patronymes de voies existant dans Wikipédia  ;
- en liens rouges : les articles relatifs à des patronymes de voies susceptibles d'être développés dans Wikipédia.

Secteurs d'Orléans : Nord (N), Ouest (O), Est (E) [dont la ZRU Argonne (QARG)], Centre (CV), Saint-Marceau (SM), La Source (LS) [dont la ZRU La Source (LSzru)].

## Récapitulatif
Le fichier FANTOIR 2020 des voies et lieux dits d'Orléans (publié le 2 février 2021) recense 1 461 odonymes :
| Voies     | Voies    | Voies  | Voies | Voies | Voies | Voies | Voies  | Voies | Voies | Voies   | Voies  | Lieux-dits | Total |
| --------- | -------- | ------ | ----- | ----- | ----- | ----- | ------ | ----- | ----- | ------- | ------ | ---------- | ----- |
| Boulevard | Faubourg | Avenue | Quai  | Rue   | halle | Place | Square | Pont  | Route | Venelle | Autres | Lieux-dits | Total |
| 14        | 8        | 33     | 10    | 898   | 4     | 73    | 9      | 4     | 5     | 74      | 223    | 106        | 1461  |

## Boulevards
- Boulevard Alexandre-Martin
- Boulevard Aristide-Briand (CV)
- Boulevard de Châteaudun
- Boulevard Jean-Jaurès
- Boulevard de La Motte-Sanguin (CV)
- Boulevard Marie-Stuart
- Boulevard de Québec
- Boulevard Guy-Marie-Riobe
- Boulevard Rocheplatte
- Boulevard Saint-Euverte
- Boulevard Pierre-Segelle (CV)
- Boulevard de Verdun
- Boulevard Victor-Hugo
- Boulevard Lamartine

## Faubourgs
- Faubourg Madeleine
- Faubourg de Bourgogne
- Faubourg Saint-Vincent (3)
- Faubourg Bannier (3)

## Avenues
- Avenue de la Bolière (LSzru[2])
- Avenue de Buffon
- Avenue de Concyr
- Avenue Dauphine
- Avenue Denis Diderot
- Avenue du Général Duportail
- Avenue du Parc-de-l'Étuvée
- Avenue Saint Fiacre
- Avenue du Parc Floral
- Avenue Claude Guillemin
- Avenue des Droits-de-l'Homme
- Avenue de l'Hôpital
- Avenue du Président John Kennedy (LSzru[2])
- Avenue de la Libération
- Avenue de la Marne
- Avenue du Champ-de-Mars
- Avenue de Saint-Mesmin
- Avenue Edmond Michelet
- Avenue de Montesquieu
- Avenue de la Mouillère
- Avenue de Münster
- Avenue de Paris
- Avenue du Général Patton
- Avenue de la Pomme-de-Pin
- Avenue Alain Savary
- Avenue Recherche-Scientifique
- Avenue Roger Secrétain
- Avenue de Sologne
- Avenue du Château-de-la-Source
- Avenue de Trévise
- Avenue Voltaire
- Avenue de Wichita (ARG[3])
- Avenue Jean Zay

## Quais
- Quai des Augustins
- Quai Barentin (CV)
- Quai du Châtelet (CV)
- Quai Cypierre (CV)
- Quai du Fort-Alleaume (CV)
- Quai du Fort-des-Tourelles
- Quai de La Madeleine
- Quai de Prague
- Quai du Roi
- Quai Saint-Laurent

## Rues

### A
- Haut – A
- B
- C
- D
- E
- F
- G
- H
- I
- J
- K
- L
- M
- N
- O
- P
- Q
- R
- S
- T
- U
- V
- W
- X
- Y
- Z

- Rue de l'Abreuvoir (E)
- Rue des Acadiens (E)
- Rue Michel Adam (SM)
- Rue Clément Ader (LS)
- Rue des Aéroplanes (N)
- Rue des Combattants en Afrique-du-Nord (LS)
- Rue des Africains (CV)
- Rue Neuve Saingt-Aignan (CV)
- Rue du Cloitre Saint-Aignan (CV)
- Rue de Bel Air (N)
- Rue Alain (LS)
- Rue des Albanais (CV)
- Rue d'Alembert (LS)
- Rue d'Alibert (CV)
- Rue Dante Alighieri (SM)
- Rue Émile Alluard (E)
- Rue de Saint-Amand (LS)
- Rue d'Ambert (E - ARG[3])
- Rue Eloy d'Amerval (N)
- Rue André Ampère (LS)
- Rue Géo André (N)
- Rue du Champ aux Ânes (SM)
- Rue du Cours aux Ânes (E - ARG[3])
- Rue de l'Ange (CV)
- Rue Vincent Angenault (E)
- Rue des Anglaises (CV)
- Rue Pyrrhus d'Angleberme
- Rue d'Angleterre (CV)
- Rue Henriette-Anne d'Angleterre (N)
- Rue des Anguignis (SM)
- Rue Sainte-Anne (CV)
- Rue du Gros Anneau (CV)
- Rue Brillat Savarin Anthelme
- Rue Antigna (O)
- Rue de la Mothe Saint-Antoine (SM)
- Rue du 16 août 1944 (N)
- Rue de l'Aqueduc (E)
- Rue du Commandant Arago (O)
- Rue Jeanne d'Arc (CV)
- Rue des Arènes (E)
- Rue du Clos des Arènes
- Rue du Pot d'Argent (E)
- Rue de l'Argonne (N et E)
- Rue Arsène d'Arsonval (LS)
- Rue du 30e Régiment d'Artillerie (O)
- Rue Maurice Asselin (LS)
- Rue des Ateliers
- Rue des Aubépines (SM)
- Rue Levée des Augustins
- Rue Jean d'Aulon (LS)
- Rue Jacqueline Auriol (E)
- Rue Vincent Auriol (LS)
- Rue Jean Avezard (E)
- Rue de l'Aviation (N)
- Rue d'Avignon (CV)
- Rue Alexandre Avisse (O)
- Rue des Aydes (N)
- Rue des Quatre Fils Aymon (CV)

### B
- Haut – A
- B
- C
- D
- E
- F
- G
- H
- I
- J
- K
- L
- M
- N
- O
- P
- Q
- R
- S
- T
- U
- V
- W
- X
- Y
- Z

- Rue Anatole Bailly (CV)
- Rue Alfred Balachowsky
- Rue Alfred Balackowisky
- Rue des Balletières (SM)
- Rue Honoré de Balzac (LS)
- Rue Bannier (CV)
- Rue Albert Barbier (SM)
- Rue de Barbotte (SM)
- Rue Roger Barnoux (E)
- Rue du Baron (O)
- Rue René Barthélémy (LS)
- Rue de la Bascule (SM)
- Rue Charles Baudelaire (LS)
- Rue William Baudin (SM)
- Rue Croix Baudu (N)
- Rue du Capitaine Bazinet (E)
- Rue de Beaumarchais (LS)
- Rue des Beaumonts (O)
- Rue Charles Beaurain (LS)
- Rue de la Bécasse (LS)
- Rue Sidney Bechet (E)
- Rue Antoine Becquerel (N)
- Rue Philippe Le Bel (N)
- Rue de Bellebat (N et E)
- Rue Bellevue (SM)
- Rue Paul Belmondo (CV)
- Rue du Belneuf (E-ARG[3])
- Rue de la Fosse Bénate (E)
- Rue Guichet Saint-Benoît (CV)
- Rue du Cloître Saint-Benoit (CV)
- Rue Maurice Berger (E)
- Rue Michel Berger
- Rue Henri Bergson
- Rue Hector Berlioz (E)
- Rue Georges Bernanos (E)
- Rue Claude Bernard (LS)
- Rue Marcelin Berthelot (N)
- Rue René-Berthelot (SM)
- Rue Berthollet (LS)
- Rue Paul Besnard (O)
- Rue Camille Bezard (E)
- Rue Théodore de Bèze
- Rue de la Bibliothèque
- Rue de la Bienfaisance (SM)
- Rue de la Bienvenue (N)
- Rue Le Moyne de Bienville (SM)
- Rue du Bignon (E)
- Rue de la Binoche (SM)
- Rue Émile Biscara (O)
- Rue Georges Bizet (E-ARG[3])
- Rue de Bizette (SM)
- Rue du Bourdon Blanc (CV)
- Rue du Pressoir Blanc (SM)
- Rue de la Bourie Blanche (O)
- Rue Francis Blanche (LSzru[2])
- Rue de la Poule Blanche
- Rue Bleue (E)
- Rue Marc Bloch (E)
- Rue de Blois (LS)
- Rue Blois
- Rue Maurice Blondel
- Rue des Blossières (N)
- Rue Léon Blum (LS)
- Rue Nicolas Boileau (LS)
- Rue Croix de Bois (CV)
- Rue Gate Bois
- Rue du Cap Gustave de Boissieu (N)
- Rue Louise Bonne (E)
- Rue de la Borde (E)
- Rue Bossuet (LS-zru[2])
- Rue Robert Bothereau (N)
- Rue de la Botte (CV)
- Rue du Chat-Botté (E)
- Rue Marcel Boubou (SM)
- Rue des Bouchers (CV)
- Rue des Bougainvillées (SM)
- Rue Jean Bouin (N)
- Rue Antoine Bourdelle (SM)
- Rue Michel Bourdin (SM)
- Rue Arsène Bourgeois (E)
- Rue du Champ Bourgeois (E)
- Rue des Francs Bourgeois (CV)
- Rue du Faubourg de Bourgogne (E)
- Rue de Bourgogne (CV)
- Rue Louis Boussenard (N)
- Rue des Bouteilles (CV)
- Rue du Boyau (SM)
- Rue Louis Braille (N)
- Rue Edouard Branly (LS)
- Rue de la Brêche (SM)
- Rue du Brésil (N)
- Rue du Docteur Paul Breton (SM)
- Rue de la Bretonnerie (CV)
- Rue Anne Brunet (E)
- Rue La Bruyère
- Rue Guillaume Budé (N)
- Rue Ferdinand Buisson (N)

### C
- Haut – A
- B
- C
- D
- E
- F
- G
- H
- I
- J
- K
- L
- M
- N
- O
- P
- Q
- R
- S
- T
- U
- V
- W
- X
- Y
- Z

- Rue Caban (O)
- Rue Alexandre Caboche (O)
- Rue Jean Calvin (CV)
- Rue du Canon (CV)
- Rue du Carbone (LS)
- Rue des Carmes (CV)
- Rue Lazare Carnot (N)
- Rue des Carnutes (O)
- Rue Jacques Cartier (E)
- Rue Marc Cassier (SM)
- Rue Rene Cassin (LS)
- Rue Sainte-Catherine (CV)
- Rue du Pont de Cé
- Rue de la Cerche (CV)
- Rue Corne de Cerf (SM)
- Rue des Cerisiers (E)
- Rue Paul Cézanne (LS)
- Rue des Chabassières (SM)
- Rue Emmanuel Chabrier
- Rue des Chalands (SM)
- Rue de Chambord (O)
- Rue Jeanne Champillou (E)
- Rue des Grands Champs (CV)
- Rue des Hauts Champs
- Rue Chanzy (O)
- Rue des Frères Chappe (LS-zru[2])
- Rue Chappon (CV)
- Rue Teilhard de Chardin (LS)
- Rue Chardon (SM)
- Rue du Chariot (CV)
- Rue de la Charpenterie (CV)
- Rue Gustave Charpentier (E)
- Rue des Charretiers (CV)
- Rue des Charrières (O)
- Rue de Chartres (LS)
- Rue de la Chasse (CV)
- Rue du 8e Régiment de Chasseurs (O)
- Rue du Petit-Chasseur (O)
- Rue Marie Chassot
- Rue Chateaubriand (LS)
- Rue de Chateaudun (O)
- Rue de Chateauroux (LS)
- Rue des Chatelliers (E)
- Rue Marcel Chaubaron (SM)
- Rue Rene Chaubert (SM)
- Rue Charles-le-Chauve (N)
- Rue du Four-à-Chaux (E)
- Rue Pierre Chenesseau (E)
- Rue Pierre Chevaldonne (N)
- Rue de Cheverny (O)
- Rue de la Chilesse (N)
- Rue de Chinon (E)
- Rue de la Cholerie (CV)
- Rue Theophile Chollet (CV)
- Rue Frederic Chopin
- Rue Yvette Kohler-Choquet
- Rue Jean Marie Chouppe (SM)
- Rue Puits Saint-Christophe (CV)
- Rue des Chrysanthemes (SM)
- Rue Winston Churchill (LS)
- Rue de la Cigogne (SM)
- Rue du Docteur Guy Civil (E)
- Rue Camille Claudel (E)
- Rue de la Claye (N)
- Rue Delaugère et Clayette (O)
- Rue des Trois Clefs (CV)
- Rue Clement V (N)
- Rue Jean Baptiste Clément (E)
- Rue des Closiers (N)
- Rue du Coigneau (SM)
- Rue des Quatre Coings (E)
- Rue Jean-Baptiste Colbert (LS)
- Rue Coligny (CV)
- Rue de la Colombe (E)
- Rue du Colombier (CV)
- Rue des Combattants En A F N
- Rue Saint-Come (CV)
- Rue Auguste Comte
- Rue de la Concorde (O)
- Rue de Condorcet (LS)
- Rue Nicolas Copernic (N)
- Rue Coquille (CV)
- Rue des Cordiers (E)
- Rue Michelle Corjon (LS)
- Rue Pierre Corneille (LS)
- Rue Alfred Cornu (O)
- Rue Jean Baptiste Corot (SM)
- Rue Laurent Corrard (SM)
- Rue de la Cossonnière (SM)
- Rue René Coty (LS)
- Rue Charles Coudière (CV)
- Rue Henri Coullaud (SM)
- Rue de Coulmiers (O)
- Rue Charles de Coulomb (LS)
- Rue Francois Couperin (E)
- Rue Courcaille (CV)
- Rue du Champ de Courses (SM)
- Rue Coursimault (SM)
- Rue Robert de Courtenay (CV)
- Rue Victor Cousin
- Rue Gaston Couté (E)
- Rue de Cracovie (LS)
- Rue Adolphe Crespin (CV)
- Rue Creuse (CV)
- Rue du Cristal (LS)
- Rue des Trois-Croissants (N)
- Rue du Bœuf Sainte- Croix (CV)
- Rue du Clos Sainte Croix (E et N)
- Rue des Cures (CV)
- Rue Pierre et Marie Curie (E)
- Rue Hubert Curien (LS)
- Rue Georges Cuvier (LS)
- Rue du Cyprès (SM)

### D
- Haut – A
- B
- C
- D
- E
- F
- G
- H
- I
- J
- K
- L
- M
- N
- O
- P
- Q
- R
- S
- T
- U
- V
- W
- X
- Y
- Z

- Rue Pierre Dac (LS-zru[2])
- Rue des Dahlias (SM)
- Rue Notre-Dame (CV)
- Rue Alexis Danan (E)
- Rue La Chèvre Qui Danse (CV)
- Rue des Dardanelles
- Rue Emile Davoust (CV)
- Rue Claude Debussy
- Rue Degas (SM)
- Rue Eugène Delacroix (LS)
- Rue Léon Delagrange (O)
- Rue Delaugère (SM)
- Rue Léo Delibes (E)
- Rue Albert Delton (SM)
- Rue Jean-François Deniau (O)
- Rue Saint-Denis (E)
- Rue Claude Deruet (SM)
- Rue Eugène Descamps (E)
- Rue René Descartes
- Rue Henri Desforges (E)
- Rue Desfriches (CV)
- Rue Robert Desnos (LS)
- Rue Crignon Désormeaux (SM)
- Rue du Devidet (CV)
- Rue Étienne Dolet (CV)
- Rue des Sept-Dormants (CV)
- Rue de la Douelle (E)
- Rue Drufin (O)
- Rue de l'Abbé Dubois (SM)
- Rue Maurice Dubois (N)
- Rue Ducerceau (CV)
- Rue Paul Dukas (E)
- Rue Alexandre Dumas (LS)
- Rue Henri Dunant (O)
- Rue Flandre Dunkerque (E)
- Rue Porte Dunoise (O)
- Rue Dupanloup (CV)
- Rue Marguerite Durand (E)
- Rue Henri Duvillard (O)

### E
- Haut – A
- B
- C
- D
- E
- F
- G
- H
- I
- J
- K
- L
- M
- N
- O
- P
- Q
- R
- S
- T
- U
- V
- W
- X
- Y
- Z

- Rue de l'Écale
- Rue de l'Échelle (O)
- Rue Grand Champ de l'Écho (E)
- Rue Petit Champ de l'Écho (E)
- Rue des Écoles (N)
- Rue Thomas Edison (LS)
- Rue Gustave Eiffel (E)
- Rue Albert Einstein (LS)
- Rue du Général Eisenhower (LS)
- Rue Saint-Éloi (CV)
- Rue Paul Éluard (SM)
- Rue de l'Empereur (CV)
- Rue du Cloi Saint-Pierre Empont (CV)
- Rue des Bons Enfants (CV)
- Rue de l'Éperon (CV)
- Rue d'Escures (CV)
- Rue du Plat d'Étain
- Rue des Bons États (CV)
- Rue de l'Ételon (CV)
- Rue Saint-Étienne (CV)
- Rue du Champ Saint-Euverte (CV)
- Rue Saint-Euverte (CV)
- Rue du Château l'Évêque

### F
- Haut – A
- B
- C
- D
- E
- F
- G
- H
- I
- J
- K
- L
- M
- N
- O
- P
- Q
- R
- S
- T
- U
- V
- W
- X
- Y
- Z

- Rue de la Petite Fadette (LS)
- Rue du Docteur Jean-Falaize (E)
- Rue Michael Faraday (LS)
- Rue Ferdinand-Farcinade (SM)
- Rue Croix Fauchets (N et O)
- Rue des Fauchets (CV)
- Rue de la Fauconnerie (CV)
- Rue Eugène Faugouin (E)
- Rue Gabriel Fauré (E)
- Rue Jules Favre (LS)
- Rue La Fayette (LS)
- Rue du Pot de Fer (CV)
- Rue de la Férollerie (LS)
- Rue des Chats-Ferrés (CV)
- Rue du Général Ferrié (LS)
- Rue Jules Ferry (LS-zru[2])
- Rue de La Croix-Feuillâtre (E)
- Rue Saint-Fiacre (SM)
- Rue de la Main Qui File (CV)
- Rue Étienne de Flacourt (SM)
- Rue Nicolas Flamel (SM)
- Rue Gustave Flaubert (LS)
- Rue Alexandre Fleming (LS)
- Rue Louis Fleurigeon (N)
- Rue des Fleurs (SM)
- Rue de la Flore (SM)
- Rue Saint-Flou (CV)
- Rue Maréchal-Foch (O)
- Rue de la Folie (CV)
- Rue Raoul Follereau (LS)
- Rue Étienne Lauréault de Foncemagne (E)
- Rue de la Fonderie (SM)
- Rue de la Fontaine (SM)
- Rue Fontenelle (LS)
- Rue Fougereau (SM)
- Rue Paul Fourche (CV)
- Rue Alain-Fournier (LS-zru[2])
- Rue Édouard Fournier (CV)
- Rue Eugène Fousset (O)
- Rue Mendès-France (SM)
- Rue César Franck (E)
- Rue François II (LS)
- Rue Clovis Roi des Francs (LS)
- Rue Franklin (N)
- Rue Auguste Frontini (SM)
- Rue des Fusillés 1940-1944 (N)

### G
- Haut – A
- B
- C
- D
- E
- F
- G
- H
- I
- J
- K
- L
- M
- N
- O
- P
- Q
- R
- S
- T
- U
- V
- W
- X
- Y
- Z

- Rue Pierre Gabelle (O)
- Rue du Château Gaillard (N et E)
- Rue Monseigneur Von Galen (SM)
- Rue Galilée
- Rue du Maréchal Gallieni (LS)
- Rue Gambetta (O)
- Rue de la Gare (O)
- Rue André Garnier (E)
- Rue Alcide de Gasperi (O)
- Rue de Gaucourt (O)
- Rue Paul Gauguin (O)
- Rue du Général de Gaulle
- Rue à Gault (N)
- Rue Benoni Gaultier (N)
- Rue du Clos Gauthier (E)
- Rue Théophile Gautier (LS)
- Rue de la Gendarmerie (E)
- Rue Maurice Genevoix (LS)
- Rue Pierre-Gilles de Gennes (O)
- Rue des Géraniums (SM)
- Rue du Clos Saint-Germain (E)
- Rue Saint-Germain (CV)
- Rue André Gide (LS)
- Rue Giffard (N)
- Rue Saint-Gilles (CV)
- Rue du Bois Girault (SM)
- Rue Charles Auguste Girault (SM)
- Rue Girodet (O)
- Rue Georgette Giroguy (SM)
- Rue Edouard Gitton (SM)
- Rue Raymonde Glaume (E)
- Rue des Gobelets (CV)
- Rue Auguste Goineau (O)
- Rue Jules Gouchault (SM)
- Rue Charles Gounod (E-ARG[3])
- Rue de Gourville (CV)
- Rue Georges Goyau (E)
- Rue du Château Gaillard
- Rue Gratteminot (O)
- Rue Charles Gravier (N)
- Rue Fernand Gravier (E)
- Rue Greffier (SM)
- Rue du Greffoir (E)
- Rue de la Grille (CV)
- Rue Grison (CV)
- Rue Louis VI le Gros
- Rue Jean Grosbois (E)
- Rue Guignegault (SM)
- Rue de l'Abbé Guillaume (LS)
- Rue Guillaume (CV)

### H
- Haut – A
- B
- C
- D
- E
- F
- G
- H
- I
- J
- K
- L
- M
- N
- O
- P
- Q
- R
- S
- T
- U
- V
- W
- X
- Y
- Z

- Rue de la Hallebarde (CV)
- Rue des Halles (CV)
- Rue Jacques Hanappier (O)
- Rue des Hannequins (O)
- Rue Hatton (SM)
- Rue François Hauchecorne (E)
- Rue Haute
- Rue Henri IV (LS)
- Rue du Héron (CV)
- Rue Édouard Herriot (LS)
- Rue Auguste de Saint-Hilaire (E)
- Rue du Clos Saint Hilaire (SM)
- Rue Prouvencal Saint-Hilaire (SM)
- Rue Arthur Honegger (E)
- Rue des Hôtelleries (CV)
- Rue Nicolas Hubert (SM)
- Rue des Huguenots (CV)
- Rue Jean Hupeau (CV)

### I
- Haut – A
- B
- C
- D
- E
- F
- G
- H
- I
- J
- K
- L
- M
- N
- O
- P
- Q
- R
- S
- T
- U
- V
- W
- X
- Y
- Z

- Rue de l'If (SM)
- Rue d'Illiers (CV)
- Rue de l'Immobilière (O)
- Rue Anciens Combattants d'Indochine 40-54 (SM)
- Rue de l'Industrie (SM)
- Rue du 131e Regiment d'infanterie (N)
- Rue Basse d'Ingré (O)
- Rue Dominique Ingres (LS)
- Rue Jean-Baptiste Isnard (LS)
- Rue d'Ivoy (SM)

### J
- Haut – A
- B
- C
- D
- E
- F
- G
- H
- I
- J
- K
- L
- M
- N
- O
- P
- Q
- R
- S
- T
- U
- V
- W
- X
- Y
- Z

- Rue des Jacinthes (SM)
- Rue Max Jacob (E)
- Rue des Jacobins (E-ARG[3])
- Rue Jacquard (N)
- Rue des Jardins (SM)
- Rue de Jargeau (O)
- Rue de Java
- Rue Porte Saint-Jean (CV)
- Rue Faubourg Saint-Jean (CV et O)
- Rue Jennetil
- Rue du Clos Jennetil (SM)
- Rue Isaac Jogues (CV)
- Rue de Joie (N)
- Rue Leon Jouhaux (E)
- Rue Daniel Jousse (N)
- Rue Jousselin (E)
- Rue Jeanne Jugan (E)
- Rue des Juifs (CV)
- Rue du Maréchal Juin (LS)
- Rue Stanislas Julien (CV)
- Rue de Jussieu (SM)

### L
- Haut – A
- B
- C
- D
- E
- F
- G
- H
- I
- J
- K
- L
- M
- N
- O
- P
- Q
- R
- S
- T
- U
- V
- W
- X
- Y
- Z

- Rue Louise Labé (E)
- Rue Louis Lacave (O)
- Rue Ladureau (O)
- Rue Laennec (LS)
- Rue Lahire (O)
- Rue Edouard Lalo (E-ARG[3])
- Rue Lamarck (LS)
- Rue Paul Landowski (LS)
- Rue Georges Landre (E)
- Rue Landreloup (O)
- Rue Paul Langevin (LS)
- Rue du Languedoc
- Rue Alfred Lanson (SM)
- Rue Gustave Lanson (CV)
- Rue Pierre de Laplace (LS)
- Rue Pierre Laroque (SM)
- Rue Belle Rue Saint-Laurent
- Rue de l'Écu Saint-Laurent (O)
- Rue du Puits Saint-Laurent (O)
- Rue des Lavandières (SM)
- Rue Henri Lavedan (E)
- Rue Albert Laville (N)
- Rue Antoine de Lavoisier (E)
- Rue Nicolas Leblanc (LS)
- Rue Benoît Lebrun (SM)
- Rue Bernard Lecache (SM)
- Rue du Maréchal Leclerc (N)
- Rue Pierre Lefebvre (E)
- Rue Albert Lejeune (O)
- Rue Jules Lemaitre (N)
- Rue Paul Lemesle (E-ARG[3])
- Rue Saint-Pierre Lentin (CV)
- Rue Joseph Leroy (N)
- Rue Claude Lerude (LS)
- Rue Alain René Lesage (LS)
- Rue Vieille-Levée (SM)
- Rue Primo Lévi (SM)
- Rue Claude Lewy (SM)
- Rue de la Liberté (O)
- Rue aux Ligneaux (E)
- Rue des Lilas (SM)
- Rue de Limare (CV)
- Rue du Docteur Maurice Limouzi (E)
- Rue au Lin (CV)
- Rue Puits-de-Linières (CV)
- Rue de la Lionne (CV)
- Rue des Lipharderies (E)
- Rue Rouget de Lisle (E)
- Rue de la Lisotte (E)
- Rue de Loigny (O)
- Rue de la Marine de Loire (SM)
- Rue d'Alsace Lorraine (CV)
- Rue Guillaume de Lorris (O)
- Rue Pierre Loti (N)
- Rue Louis Loucheur (E)
- Rue Pierre Louis (SM)
- Rue du Petit Saint-Loup (CV)
- Rue aux Loups (CV)
- Rue Jean Louvet (E)
- Rue de Lugoj (LS)
- Rue Francois Lupot (LS)
- Rue Louis Joseph Gay Lussac (LS-zru[2])
- Rue de Lutèce (N)
- Rue Pierre du Lys (O)

### M
- Haut – A
- B
- C
- D
- E
- F
- G
- H
- I
- J
- K
- L
- M
- N
- O
- P
- Q
- R
- S
- T
- U
- V
- W
- X
- Y
- Z

- Rue Louis Antoine Macarel (LS)
- Rue du Faubourg Madeleine (CV et O)
- Rue Porte Madeleine (CV)
- Rue Lormier dit Magloire (N)
- Rue du 8 Mai 1945 (E)
- Rue Saint-Martin du Mail (CV)
- Rue des Trois-Maillets (CV)
- Rue Aristide Maillol (LS)
- Rue des Hautes Maisons (E)
- Rue Malakoff (E-ARG[3])
- Rue Charles Malfray (N)
- Rue Stéphane Mallarmé (LS)
- Rue André Malraux (SM)
- Rue Croix de Malte (CV)
- Rue des Maltotiers (O)
- Rue Édouard Manet (LS)
- Rue du Champ de Manœuvres (N)
- Rue Francois Mansart (SM)
- Rue de la Manufacture (N)
- Rue des Maraîchers (SM)
- Rue La Barrière Saint-Marc (E)
- Rue du Pont Saint-Marc
- Rue Saint-Marc (E)
- Rue du Coq Saint-Marceau (SM)
- Rue Saint-Marceau (SM)
- Rue Marchais (SM)
- Rue François Marchand (LS)
- Rue du Vieux Marché (CV)
- Rue Eudoxe Marcille (O)
- Rue Francois Margottin (SM)
- Rue des Trois Maries (CV)
- Rue Antoine Mariotte (E)
- Rue de la Grande Marnière (N)
- Rue Clément Marot (LS)
- Rue Fernand Mars (E)
- Rue Saint-Pierre du Martroi (CV)
- Rue Masse (N)
- Rue Jean-Baptiste Massillon (N)
- Rue Robert de Massy (E)
- Rue Paterne Mauget (SM)
- Rue Felix Maulien
- Rue Mal Maunoury (O)
- Rue Guy de Maupassant (LS)
- Rue Charles Maurain (LS)
- Rue Daniel Mayer (SM)
- Rue de Médéa (E-ARG[3])
- Rue Étienne Mehul (E)
- Rue André Messager (E)
- Rue de la Messe (N)
- Rue Fosse de Meule (SM)
- Rue Jehan de Meung (O)
- Rue Saint-Michel (CV)
- Rue Jules Michelet (N)
- Rue Edouard Mignan (E)
- Rue des Minimes (CV)
- Rue de la Motte-Minsard (SM)
- Rue Honoré de Mirabeau (LS)
- Rue Guichet de Moi (CV)
- Rue Moine (N)
- Rue Molière (N)
- Rue Duhamel du Monceau (SM)
- Rue Henri Mondor (LS)
- Rue Claude Monet (LS)
- Rue de la Vieille Monnaie (CV)
- Rue Jacques Monod (LS)
- Rue Michel de Montaigne (LS)
- Rue des Montées (SM)
- Rue Moreau (SM)
- Rue Jean-Baptiste Morin (N)
- Rue Bigot de Morogues (SM)
- Rue Mothiron (O)
- Rue du Clos de la Motte (E)
- Rue Augustin Bernard Mouchot (E)
- Rue Basse-Mouillère (SM)
- Rue Jean Moulin (SM)
- Rue du Clos des Moulins (N)
- Rue Emmanuel Mounier (SM)
- Rue Christophe Moyreau (LS)
- Rue Mozart (E)
- Rue des Murlins (N et O)
- Rue Alfred de Musset
- Rue Muzène (CV)

### N
- Haut – A
- B
- C
- D
- E
- F
- G
- H
- I
- J
- K
- L
- M
- N
- O
- P
- Q
- R
- S
- T
- U
- V
- W
- X
- Y
- Z

- Rue Théophile Naudy (E)
- Rue du Nécotin (E-ARG[3])
- Rue du Colonel O Neill (E)
- Rue du Bourg-Neuf (CV)
- Rue du Pressoir-Neuf (E-ARG[3])
- Rue de la Tour-Neuve (CV)
- Rue de l'Arche-de-Noé (CV)
- Rue Jules Noël (N)
- Rue des Chèvres-Noires (SM)
- Rue des Noisetiers (SM)
- Rue de l'École-Normale (E)
- Rue du Onze-Novembre (E-ARG[3])
- Rue Noyers (E)

### O
- Haut – A
- B
- C
- D
- E
- F
- G
- H
- I
- J
- K
- L
- M
- N
- O
- P
- Q
- R
- S
- T
- U
- V
- W
- X
- Y
- Z

- Rue de l'Écu-d'Or (CV)
- Rue du Lièvre-d'Or (SM)
- Rue de l'Orbette (E)
- Rue de l'Oriflamme (CV)
- Rue Jacques Groslot Bailly Orléans
- Rue Pierre Mac Orlan
- Rue Charles d'Orléans
- Rue de l'Ormerie (N)
- Rue Honoré d'Estienne d'Orves (SM)
- Rue des Oseraies (SM)
- Rue Monique Outin

### P
- Haut – A
- B
- C
- D
- E
- F
- G
- H
- I
- J
- K
- L
- M
- N
- O
- P
- Q
- R
- S
- T
- U
- V
- W
- X
- Y
- Z

- Rue Francois Pagot (SM)
- Rue Brise Pain (O)
- Rue de la Paix (O)
- Rue Georges Papelier (O)
- Rue Denis Papin (N)
- Rue du Paradis (E)
- Rue du Parc (O)
- Rue Ambroise Paré (LS)
- Rue Parisie (CV)
- Rue Parmentier (LS)
- Rue Blaise Pascal
- Rue Pasteur (O)
- Rue des Pastoureaux (CV)
- Rue de Patay (O)
- Rue du Bœuf Saint-Paterne (CV)
- Rue des Cloches Saint-Paul
- Rue du Cloître Saint-Paul (CV)
- Rue Saint-Paul (CV)
- Rue Croix Pêchée (E)
- Rue des Pêchers (E)
- Rue Charles Péguy (E)
- Rue de la Pellerine (E)
- Rue Fernand Pelloutier (N)
- Rue Charles Pensée
- Rue des Pensées (CV)
- Rue du Chêne Percé (CV)
- Rue de la Pierre Percée (CV)
- Rue Pereira (CV)
- Rue Louis Pergaud (LS)
- Rue Charles Perrault (N)
- Rue Jean Perrin (LS)
- Rue Jean-Baptiste Perronneau (N)
- Rue Bernard Perrot (O)
- Rue Saint John Perse (SM)
- Rue Antoine Petit (CV)
- Rue Edith Piaf (E)
- Rue Pablo Picasso (LS)
- Rue Piedgrouille (SM)
- Rue Gabriel Pierné (E)
- Rue Robert Le Pieux (N)
- Rue de Pithiviers (LS)
- Rue des Pivoines (SM)
- Rue Gaston Planté (LS)
- Rue des Platanes (SM)
- Rue de Plissay
- Rue Charles Plumier (SM)
- Rue Henri Poincaré (LS)
- Rue du Poincon (SM)
- Rue du Clos de la Pointe (E)
- Rue du Poirier (CV)
- Rue du Commandant de Poli (O)
- Rue des Pommiers (E)
- Rue Pomone (SM)
- Rue Georges Pompidou (SM)
- Rue du Petit Pont (E-ARG[3])
- Rue des Deux Ponts (O)
- Rue Harold Portalis (O)
- Rue du Portereau (SM)
- Rue de la Poterne (CV)
- Rue Pothier (CV)
- Rue du Petit Poucet (E)
- Rue de la Poudrière (N)
- Rue de la Poule (N)
- Rue Berberis Pourpre (SM)
- Rue Nicolas Poussin (LS)
- Rue des Prateaux (E)
- Rue Albert Premier
- Rue Rue Albert Premier
- Rue des Prés (SM)
- Rue du Bois Le Prêtre (E-ARG[3])
- Rue Jacques Prévert
- Rue Marcel Proust (N)
- Rue Guillaume Prousteau
- Rue des Pruniers (E)
- Rue Croix de la Pucelle (SM)
- Rue Cloitre Saint-Pierre Le Puellier (CV)
- Rue du Petit-Puits (CV)

### R
- Haut – A
- B
- C
- D
- E
- F
- G
- H
- I
- J
- K
- L
- M
- N
- O
- P
- Q
- R
- S
- T
- U
- V
- W
- X
- Y
- Z

- Rue François Rabelais (N)
- Rue Fernand Rabier (CV)
- Rue Jean Racine (LS)
- Rue du Gros-Raisin (SM)
- Rue Jean-Philippe Rameau (E)
- Rue de la Rape
- Rue des Raquettes (CV)
- Rue Maurice Ravel (E-ARG[3])
- Rue des Récollets (CV)
- Rue Notre-Dame de Recouvrance (CV)
- Rue Réginald (E)
- Rue de Reims (E)
- Rue des Reinettes (SM)
- Rue Ernest Renan (LS-zru[2])
- Rue Theophraste Renaudot (LS)
- Rue Auguste Renoir (LS)
- Rue de la République (CV)
- Rue des Rets (O)
- Rue Alexandre Ribot (E)
- Rue Arthur Rimbaud (N)
- Rue Jean Rime (O)
- Rue Roberval (LS)
- Rue F de La Rochefoucauld (LS)
- Rue Auguste Rodin (LS et SM)
- Rue Louis Roguet (CV)
- Rue Romain Rolland (LS-zru[2])
- Rue Maurice Rollinat (O)
- Rue Pierre Narcisse Romagnesi (LS)
- Rue Isabelle Romée (CV)
- Rue du Champ Rond (N)
- Rue du Coin Rond (E)
- Rue du Poirier Rond (E)
- Rue Pierre de Ronsard (LS)
- Rue des Roses (SM)
- Rue Louis Rossat (O)
- Rue Courtin Rossignol (SM)
- Rue de la Bourie Rouge (N et O)
- Rue du Chapeau Rouge (SM)
- Rue du Cheval Rouge (CV)
- Rue du Douanier Rousseau (LS)
- Rue Jean-Jacques Rousseau (LS-zru[2])
- Rue Henri Roy (CV)
- Rue Royale (CV)
- Rue Michel Royer (SM)
- Rue du Clos Rozé (SM)

### S
- Haut – A
- B
- C
- D
- E
- F
- G
- H
- I
- J
- K
- L
- M
- N
- O
- P
- Q
- R
- S
- T
- U
- V
- W
- X
- Y
- Z

- Rue Charles Sadron (LS)
- Rue Camille Saint-Saëns (E)
- Rue Sous Les Saints (O)
- Rue Belle Saison (SM)
- Rue de la Salambarde (SM)
- Rue Salesses (E)
- Rue George Sand (LS)
- Rue Charles Sanglier (CV)
- Rue Marc Sangnier (O)
- Rue de la Motte Sanguin (CV)
- Rue Treille Motte Sanguin (CV)
- Rue du Sanitas (O)
- Rue des Sansonnières (O)
- Rue du Campo Santo
- Rue du Sarment (E)
- Rue du Général Sarrail (O)
- Rue Pelletier Sautelet (SM)
- Rue du Président Robert Schuman (SM)
- Rue du Docteur Schweitzer (LS)
- Rue Pierre Segelle
- Rue du Grenier-à-Sel (CV)
- Rue Léopold Sédar Senghor (LS)
- Rue Pierre Premier de Serbie (N)
- Rue Serenne (O)
- Rue Serpente (CV)
- Rue Olivier de Serres (SM)
- Rue Madame de Sévigné (LS)
- Rue Simone Signoret (N)
- Rue du Docteur Simonin (LS)
- Rue du Fil de Soie (E)
- Rue de Solferino (CV)
- Rue du Général de Sonis (O)
- Rue des Sonnettes (E-ARG[3])
- Rue des Maîtres-Sonneurs (LS)
- Rue des Sorbiers (SM)
- Rue Paul Sougy (SM)
- Rue du Souhait (N)
- Rue Louis-Joseph Soulas (N)
- Rue de la Source
- Rue Jacques Soyer (N)
- Rue Paul-Henri Spaak (O)
- Rue du Stade (SM)
- Rue Stendhal (LS)
- Rue Eugène Sue (E)
- Rue de la Suifferie (N)
- Rue du Duc de Sully (LS)

### T
- Haut – A
- B
- C
- D
- E
- F
- G
- H
- I
- J
- K
- L
- M
- N
- O
- P
- Q
- R
- S
- T
- U
- V
- W
- X
- Y
- Z

- Rue Tabart (SM)
- Rue du Tabour (CV)
- Rue Jean de la Taille (O)
- Rue de Talcy (O)
- Rue des Tamaris (E)
- Rue des Tanneurs (CV)
- Rue Tarragone (SM)
- Rue du Maréchal de Lattre de Tassigny (N)
- Rue du Taureau (CV)
- Rue Gabriel Templier (CV)
- Rue Ponson du Terrail (N)
- Rue Sébastien Terramorsi (SM)
- Rue Léon Thauvin (O)
- Rue Théodulfe (N)
- Rue Thiers (CV)
- Rue des Tilleuls (SM)
- Rue Germaine Tillion (LS)
- Rue des Tonneliers (N)
- Rue Elisabeth Torlet (LS)
- Rue de la Toue (SM)
- Rue Roger Toulouse (O)
- Rue de la Tour (CV)
- Rue des Tourelles (SM)
- Rue de Tours (LS)
- Rue Tours
- Rue 28ème Régiment Transmission (O)
- Rue Paul Transon (SM)
- Rue Henri Troyat (LS)
- Rue Neuve Tudelle (SM)
- Rue Tudelle (SM)
- Rue de la Chaude Tuile (N)
- Rue des Tulipes (SM)
- Rue Eugène Turbat (SM)
- Rue des Turcies (CV)

### U
- Haut – A
- B
- C
- D
- E
- F
- G
- H
- I
- J
- K
- L
- M
- N
- O
- P
- Q
- R
- S
- T
- U
- V
- W
- X
- Y
- Z

- Rue de l'Union (N)
- Rue de Montargis Campus Université (LS)
- Rue de Chartres Campus Université (LS)
- Rue de Blois Campus Université (LS)
- Rue d'Issoudun Campus Université (LS)
- Rue de Tours Campus Université (LS)
- Rue de l'Université (CV)

### V
- Haut – A
- B
- C
- D
- E
- F
- G
- H
- I
- J
- K
- L
- M
- N
- O
- P
- Q
- R
- S
- T
- U
- V
- W
- X
- Y
- Z

- Rue Robert Picard de la Vacque (SM)
- Rue Suzanne Valadon (SM)
- Rue Paul Valéry (N)
- Rue Haute Vallée (CV)
- Rue Raymond Vannier (N)
- Rue Gustave Vapereau (O)
- Rue Charles-Louis de Vassal (SM)
- Rue de Vaucouleurs (SM)
- Rue du Vaudour (CV)
- Rue de Vauquois (O)
- Rue de Vendôme (LS)
- Rue de la Sente aux Veneurs (E)
- Rue Paul Verlaine (N)
- Rue Denise Vernay (LS)
- Rue de la Verrerie (SM)
- Rue Verte (N)
- Rue Pierre Viala (E)
- Rue des Ormes Saint-Victor (CV)
- Rue Monseigneur Vié (E-ARG[3])
- Rue de Vierzon (N)
- Rue Albert Viger (E)
- Rue Eugène Vignat (N)
- Rue des Vignerons (E)
- Rue du Clos des Vignes
- Rue Alfred de Vigny (LS)
- Rue des Villas (O)
- Rue du Grand Villiers (E)
- Rue du Petit Villiers (E)
- Rue Vandebergue de Villiers (SM)
- Rue Francois Villon
- Rue Clovis Vincent (O)
- Rue l'Église Saint-Vincent (N)
- Rue Porte Saint-Vincent (CV)
- Rue Léonard de Vinci (LS)
- Rue des Violettes (SM)

### W
- Haut – A
- B
- C
- D
- E
- F
- G
- H
- I
- J
- K
- L
- M
- N
- O
- P
- Q
- R
- S
- T
- U
- V
- W
- X
- Y
- Z

- Rue Antoine Watteau (LS)
- Rue Louise Weiss (CV et N)
- Rue Maurice-Constantin Weyer (N)
- Rue du Père Wrezinski (N)

### X
- Haut – A
- B
- C
- D
- E
- F
- G
- H
- I
- J
- K
- L
- M
- N
- O
- P
- Q
- R
- S
- T
- U
- V
- W
- X
- Y
- Z

- Rue Xaintrailles (O)

### Y
- Haut – A
- B
- C
- D
- E
- F
- G
- H
- I
- J
- K
- L
- M
- N
- O
- P
- Q
- R
- S
- T
- U
- V
- W
- X
- Y
- Z

- Rue de l'Yser (E)
- Rue Saint-Yves (N)

### Z
- Haut – A
- B
- C
- D
- E
- F
- G
- H
- I
- J
- K
- L
- M
- N
- O
- P
- Q
- R
- S
- T
- U
- V
- W
- X
- Y
- Z

- Rue Émile Zola (N)

## Halles
- Halle Centrale (2)
- Halle du Chatelet (2)

## Places
- Place des Acacias
- Place Konrad Adenauer
- Place d'Alembert
- Place Louis Armstrong (ARG[3])
- Place Place d'Arc
- Place Louis Armand
- Place d'Armes
- Place du Baron
- Place de la Bascule
- Place Placette Georges Bataille
- Place Madeleine Béjart
- Place Sainte Beuve
- Place des Blossières
- Place du Bois
- Place Marcel Boubou
- Place Albert Camus
- Place du Champ-Chardon
- Place Saint-Charles
- Place du Châtelet (CV)
- Place Choiseul
- Place de la Cigogne
- Place Adolphe Cochery
- Place Gaspard de Coligny
- Place du Commerce (LSzru[2])
- Place Henri Coullaud
- Place Sainte-Croix (CV)
- Place Abbe Desnoyers
- Place Charles Jean Desvergnes
- Place Domrémy
- Place Dundee
- Place Dunois
- Place de l'Étape
- Place de l'Europe
- Place Anatole France
- Place Colas des Francs
- Place Auguste Frontini
- Place Gambetta
- Place du Général-De-Gaulle
- Place Halma Grand (CV)
- Place Moulin-de-l'Hôpital
- Place de l'Horticulture
- Place Robert Houbart
- Place de l'Indien (LS-zru[2])
- Place du 6-juin-1944 (CV)
- Place Saint-Laurent
- Place de la Loire
- Place Louis XI
- Place du Marché-de-la-Madeleine
- Place Saint-Marc
- Place du Champ St Marc
- Place du Vieux Marche
- Place du Martroi (CV)
- Place Jules Massenet
- Place Hubert Beuve-Méry
- Place Pierre Minouflet
- Place Jean Monnet
- Place de la Croix Morin
- Place Mozart
- Place Charles d'Orléans
- Place La Nouvelle-Orléans
- Place du Jardin des Plantes
- Place Albert Premier
- Place du Queurouet
- Place Ernest Renan
- Place de la République (CV)
- Place du Campo Santo
- Place Olivier de Serres
- Place Marcel Templier
- Place du Cardinal Touchet
- Place des Treilles
- Place du Val
- Place Léonard de Vinci
- Place Voltaire